# Station Toutainville
Station Toutainville is een voormalig spoorwegstation in de Franse gemeente Toutainville.